# (74363) 1998 WB23
(74363) 1998 WB23 – planetoida z pasa głównego asteroid okrążająca Słońce w ciągu 4,29 lat w średniej odległości 2,64 j.a. Odkryta 18 listopada 1998 roku.